# Ruud Boffin
Ruud Boffin (Sint-Truiden, 5 dicembre 1987) è un ex calciatore belga, di ruolo portiere.